# ایرج طهماسب
ایرج طهماسب (زادهٔ ۳۰ اردیبهشت ۱۳۳۸، جهرم) مجری، نویسنده، عروسک‌گردان، صداپیشه، کارگردان، شاعر، مدرس دانشگاه، فیلم‌نامه‌نویس و خا‌لق شخصیت‌های عروسکی اهل ایران است.

## زندگی و فعالیت هنری
ایرج طهماسب دانش‌آموختهٔ رشتهٔ تئاتر از دانشکدهٔ هنرهای زیبای دانشگاه تهران است. او فعالیت هنری خود را از دههٔ شصت به‌عنوان برنامه‌ساز و مجری آغاز کرد. فیلم سقائک و شانه‌به‌سر دانا به‌کارگردانی او در سال ۱۳۶۰ ساخته شد، در همان سال برنامه عروسکی ۶۰ دقیقه ای انقلاب را با خلق نخست وزیران دوره پهلوی در قالب عروسک ساخت . همچنین سال ۱۳۶۰ در پروژهٔ مدرسهٔ موش‌ها به کارگردانی مرضیه برومند به‌عنوان عروسک‌گردان و صداپیشهٔ عروسک «دم‌باریک» همکاری کرد و همچنین در مجموعهٔ خونهٔ مادربزرگه (۱۳۶۶) نیز همکاری داشت. او برای اولین بار در سال ۱۳۶۴ با بازی در فیلم خط پایان (۱۳۶۴) به‌کارگردانی محمدعلی طالبی به دنیای بازیگری پا نهاد. در همان سال در سریال آئینه ساختهٔ غلامحسین لطفی نیز بازی کرد. در سال ۱۳۶۶ سلامتی چه خوبه و دکتر عروسکی را اجرا نمود.
او بازیگری، کارگردانی و نویسندگی فیلم‌هایی همچون کلاه‌قرمزی و پسرخاله (۱۳۷۳)، یکی بود یکی نبود (۱۳۷۹)، دختر شیرینی‌فروش (۱۳۸۰)، کلاه‌قرمزی و سروناز (۱۳۸۱)، زیر درخت هلو (۱۳۸۴)، عینک دودی (۱۳۷۸) و کلاه‌قرمزی و بچه‌ننه (۱۳۹۰) را در کارنامهٔ هنری‌اش دارد. طهماسب همچنین در مجموعه‌های آرایشگاه زیبا (۱۳۶۹)، النگ و دولنگ (۱۳۷۰)، خانوادهٔ عجیب و کلاه‌قرمزی به نقش‌آفرینی پرداخته و در برنامهٔ صندوق پُست (۱۳۷۲) که اولین حضور شخصیت عروسکیِ کلاه‌قرمزی در تلویزیون بود، به‌عنوان مجری حضور داشته است. او همسر مرجان مدرسی و برادر ناصر طهماسب (دوبلور و مدیر دوبلاژ) است. در تعداد زیادی از فیلم‌ها و مجموعه‌های طهماسب حمید جبلی نیز حضور داشته است.
ایرج طهماسب در زمستان ۱۳۹۵ نخستین کتاب داستان خود را با نام سه قصه توسط نشر چشمه منتشر کرد.

## آثار

### سینما
| سال  | نام                 | سمت                     | کارگردان         |
| ---- | ------------------- | ----------------------- | ---------------- |
| ۱۳۶۴ | خط پایان            | بازیگر                  | محمدعلی طالبی    |
| ۱۳۶۴ | آن‌سوی مه            | بازیگر                  | منوچهر عسگری‌نسب  |
| ۱۳۶۵ | مقاومت              | بازیگر                  | احمد نیک‌آذر      |
| ۱۳۶۵ | روزهای انتظار       | بازیگر                  | اصغر هاشمی       |
| ۱۳۶۶ | صعود                | بازیگر                  | فریدون جیرانی    |
| ۱۳۶۶ | جهیزیه‌ای برای رباب  | بازیگر                  | سیامک شایقی      |
| ۱۳۶۷ | روز باشکوه          | بازیگر                  | کیانوش عیاری     |
| ۱۳۶۸ | زیر بام‌های شهر      | بازیگر                  | اصغر هاشمی       |
| ۱۳۶۸ | راز کوکب            | بازیگر                  | کاظم معصومی      |
| ۱۳۷۰ | اتل متل توتوله      | نویسنده                 | محمد جعفری هرندی |
| ۱۳۷۳ | کلاه‌قرمزی و پسرخاله | نویسنده/بازیگر/کارگردان | ایرج طهماسب      |
| ۱۳۷۸ | عینک دودی           | بازیگر                  | محمدحسین لطیفی   |
| ۱۳۷۹ | یکی بود یکی نبود    | نویسنده/بازیگر/کارگردان | ایرج طهماسب      |
| ۱۳۸۰ | دختر شیرینی‌فروش     | نویسنده/بازیگر/کارگردان | ایرج طهماسب      |
| ۱۳۸۱ | کلاه‌قرمزی و سروناز  | نویسنده/بازیگر/کارگردان | ایرج طهماسب      |
| ۱۳۸۱ | دختر ایرونی         | نویسنده                 | محمدحسین لطیفی   |
| ۱۳۸۲ | خوابگاه دختران      | نویسنده                 | محمدحسین لطیفی   |
| ۱۳۸۴ | زیر درخت هلو        | نویسنده/بازیگر/کارگردان | ایرج طهماسب      |
| ۱۳۸۶ | رفیق بد             | نویسنده/بازیگر          | عباس احمدی مطلق  |
| ۱۳۹۰ | کلاه‌قرمزی و بچه‌ننه  | نویسنده/بازیگر/کارگردان | ایرج طهماسب      |

### تلویزیون
| نام                   | سمت                     | کارگردان                                  | سال       |
| --------------------- | ----------------------- | ----------------------------------------- | --------- |
| سقائک و شانه‌به‌سر دانا | کارگردان و عروسک‌گردان   | ایرج طهماسب                               | ۱۳۶۰      |
| آسمون و ریسمون        | کارگردان                | ایرج طهماسب                               | ۱۳۶۲      |
| مدرسهٔ موش‌ها           | عروسک گردان             | مرضیه برومند                              | ۱۳۶۳–۱۳۶۰ |
| آئینه                 | بازیگر                  | غلامحسین لطفی                             | ۱۳۶۴      |
| خونهٔ مادربزرگه        | عروسک گردان             | مرضیه برومند                              | ۱۳۶۶      |
| سلامتی چه خوبه        | کارگردان                | ایرج طهماسب                               | ۱۳۶۶      |
| دکتر عروسکی           | کارگردان                | ایرج طهماسب                               | ۱۳۶۶      |
| خانوادهٔ عجیب          | بازیگر/کارگردان         | ایرج طهماسب                               | ۱۳۶۷      |
| هتل پُرستاره           | کارگردان و مجری         | ایرج طهماسب                               | ۱۳۶۸      |
| آرایشگاه زیبا         | بازیگر                  | مرضیه برومند                              | ۱۳۶۹      |
| صبحگاه خونین          | بازیگر                  | فرامرز باصری                              | ۱۳۶۹      |
| النگ و دولنگ          | کارگردان                | ایرج طهماسب                               | ۱۳۷۰      |
| صندوق پُست             | بازیگر/کارگردان         | ایرج طهماسب                               | ۱۳۷۰      |
| عید آمد، بهار آمد     | کارگردان هنری           | ایرج طهماسب حسن دادشکر علی میری امیر فیضی | ۱۳۷۳–۱۳۷۲ |
| کلاه‌قرمزی ۲           | مجری                    |                                           | ۱۳۸۱      |
| کلاه‌قرمزی ۸۸          | نویسنده/بازیگر/کارگردان | ایرج طهماسب                               | ۱۳۸۷      |
| کلاه‌قرمزی ۹۰          | نویسنده/بازیگر/کارگردان | ایرج طهماسب                               | ۱۳۸۹      |
| کلاه‌قرمزی ۹۱          | نویسنده/بازیگر/کارگردان | ایرج طهماسب                               | ۱۳۹۱–۱۳۹۰ |
| کلاه‌قرمزی ۹۲          | نویسنده/بازیگر/کارگردان | ایرج طهماسب                               | ۱۳۹۲–۱۳۹۱ |
| کلاه‌قرمزی ۹۳          | نویسنده/بازیگر/کارگردان | ایرج طهماسب                               | ۱۳۹۳–۱۳۹۲ |
| کلاه‌قرمزی ۹۴          | نویسنده/بازیگر/کارگردان | ایرج طهماسب                               | ۱۳۹۴–۱۳۹۳ |
| کلاه‌قرمزی ۹۷          | نویسنده/بازیگر/کارگردان | ایرج طهماسب                               | ۱۳۹۷–۱۳۹۶ |
| مهمانی ۳              | نویسنده/بازیگر/کارگردان | ایرج طهماسب                               | ۱۴۰۳      |

### شبکهٔ نمایش خانگی
| سال  | نام                | سمت                     | کارگردان                | توضیحات         |
| ---- | ------------------ | ----------------------- | ----------------------- | --------------- |
| ۱۳۸۵ | کلاه قرمزی در فرنگ | نویسنده/بازیگر/کارگردان | ایرج طهماسب و حمید جبلی | ۴ اپیزود        |
| ۱۴۰۱ | مهمونی             | نویسنده/بازیگر/کارگردان | ایرج طهماسب             | برای نوروز ۱۴۰۱ |
| ۱۴۰۲ | مهمونی ۲           | نویسنده/بازیگر/کارگردان | ایرج طهماسب             | برای نوروز ۱۴۰۲ |

## موسیقی

### خواننده
- ترانهٔ من موشی رو می‌شونه در مدرسهٔ موشها (۱۳۶۰)[۱۲]
- تیتراژ آغازین مجموعه نمایشی کلاه‌قرمزی (۱۳۹۷–۱۳۸۸)[۱۳]
- تیتراژ آغازین و پایانی مجموعه مهمونیمهمونی (۱۴۰۱)[۱۴]

## کتاب
- سه قصه، نشر چشمه، ۱۳۹۵

## حواشی
در فصل دوم برنامه مهمونی و در فروردین ۱۴۰۲، ایرج طهماسب دستگیری دختران معترض در جریان اعتراضات ۱۴۰۱ ایران را دستمایهٔ طنز قرار داد. این اقدام او موجب واکنش‌های منفی نسبت به او شد به طوری که رسانه‌های داخل ایران، از این واکنش‌ها با عنوان «زنده به گور کردن ایرج طهماسب» یاد کردند. شروین حاجی‌پور که قبلاً در توییتی نوشته بود: «کاش ایرج طهماسب عموم بود» در واکنش به این اقدام طهماسب، در پاسخ به توییت خود نوشت: «دیگه نه»

## از نگاه دیگران
- پیمان جبلی (رئیس سازمان صدا و سیما):

«آقای طهماسب جزو سرمایه‌های تلویزیون است و جزو بزرگان تولید آثار نمایشی در حوزه کودک به حساب می‌آیند. همچنان که مجموعه «مهمونی» نوروز امسال با استقبال خوبی روبرو شد. آقای طهماسب در تلویزیون صاحب‌خانه‌اند و ما به امثال این دوستان خدمت خواهیم کرد تا کارهای خوبی همچون «مهمونی» تولید شود.»

## پی‌نوشت
1. ↑  «آقای مجری، ایرج طهماسب را بیچاره کرده!». ایسنا. ۲۰۱۷-۰۶-۰۲. دریافت‌شده در ۲۰۲۲-۰۴-۲۳.
2. ↑  «تولد ایرج طهماسب با حضور پروفسور گلابچی | مؤسسه آموزش عالی معماری وهنر پارس». pu.ac.ir. بایگانی‌شده از اصلی در ۲۳ ژانویه ۲۰۲۲. دریافت‌شده در ۲۰۲۲-۰۵-۰۱.
3. ↑  تابناک. «در مورد ایرج طهماسب».
4. ↑  ««مروری بر کارنامه ایرج طهماسب». فیلم نیوز. ۲۴ فروردین ۱۴۰۱.
5. ↑  ««سه قصه» از ایرج طهماسب کتاب شد/ داستان‌هایی برای نخوابیدن». مهر. ۲۳ بهمن ۱۳۹۵.
6. ↑  «تاریخچه عروسک‌های کلاه‌قرمزی و پسرخاله». آی‌فیلم.
7. ↑  
«گفتگو با ایرج طهماسب، بازیگر فیلم مقاومت: کوشش می‌کنم به خط پایان نرسم». ماهنامهٔ سینمایی فیلم. ج. ۵ ش. ۵۵. مهر ۱۳۶۶. صص. ۲۲–۲۳.
8. ↑  ماهنامهٔ سینمایی فیلم، سال دوازدهم، شمارهٔ ۱۵۶، صفحهٔ ۱۰۴، ویژه‌نامهٔ نوروز ۷۳
9. ↑  انتخاب. «معاون سیما: «مهمانی» ایرج طهماسب از شبکه نسیم پخش می‌شود».
10. ↑  «کلاه قرمزی در فرنگ». فینال. بایگانی‌شده از اصلی در ۲۳ دسامبر ۲۰۱۶. دریافت‌شده در ۲۳ دسامبر ۲۰۱۶.
11. ↑  YJC، خبرگزاری باشگاه خبرنگاران | آخرین اخبار ایران و جهان | (۱۳ اسفند ۱۴۰۰). «پخش «مهمونی» ایرج طهماسب برای نوروز». fa. دریافت‌شده در ۲۰۲۲-۰۳-۰۸.
12. ↑  «حضور موشیرو میشونه شوخی پایانی فیلم است/ ماجرای استفاده از ترانه «ک مثل کپل»». خبرگزاری مهر | اخبار ایران و جهان | Mehr News Agency. ۲۰۱۴-۰۸-۲۵. دریافت‌شده در ۲۰۲۲-۰۳-۲۲.
13. ↑  YJC، خبرگزاری باشگاه خبرنگاران | آخرین اخبار ایران و جهان | (۲۲ مهر ۱۳۹۸). «همه‌چیز دربارهٔ پدیدآمدن کلاه‌قرمزی و رفقایش از آغاز تاکنون + تصاویر». fa. دریافت‌شده در ۲۰۲۲-۰۳-۲۲.
14. ↑  «ایرج طهماسب تیتراژ «مهمونی» را خودش خواند». ایسنا. ۲۰۲۲-۰۳-۱۹. دریافت‌شده در ۲۰۲۲-۰۳-۲۲.
15. ↑  «آتش شاکرمی خاله» نیکا «شوخی ایرج طهماسب با بازداشت دختران معترض را مصداق بارز شکنجه دانست». ایران اینترنشنال.
16. ↑  «ببینید/ جنجال آفرینی آقای مجری دربارهٔ» خواهر». اعتمادآنلاین.
17. ↑  «انتقاد از آقای مجری به خاطر شوخی با خواهرمو گرفتن». فرارو.
18. ↑  «ایرج طهماسب را زنده‌به‌گور نکنید!». فرارو.
19. ↑  «ایرج طهماسب را زنده‌به‌گور نکنید!». خبرآنلاین.
20. ↑  «واکنش توئیتری شروین حاجی پور به ایرج طهماسب». دنیای اقتصاد.
21. ↑  عصر ایران. «واکنش پیمان جبلی به گفت‌گوی ایرج طهماسب در مجله تصویری «قاف»».